# 入鹿山且朗
入鹿山 且朗（いるかやま かつろう、旧名・入鹿山 勝郎、1906年（明治39年）3月10日 - 1977年（昭和52年）9月27日）は、日本の医学者・衛生学者。熊本大学名誉教授。水俣病の原因物質特定に貢献した。専門は気候衛生学、疫学、食品衛生。医学博士。

## 経歴
1906年、鹿児島県日置郡吉利村（現・日置市）に生まれる。祖父は小松帯刀の侍医で、父も医者。鹿児島県立第二鹿児島中学校 (旧制)、静岡高等学校 (旧制)を経て、1932年京都帝国大学医学部卒業。戸田正三教授の衛生学に入室。1936年11月、「衣服の熱学的研究」で京都帝国大学より医学博士。
1936年11月、大阪市立衛生研究所に入る。1938年の厚生省発足と同時に入局して衛生局技官。太平洋戦争中の1942年9月、陸軍軍政部付医官としてシンガポール・スマトラ方面軍政部（昭南軍政監部）に赴任。1943年8月よりスマトラメダン病理学研究所所長を務め、熱帯病研究に取り組んだ。
1946年5月に復員し厚生省衛生局・予防局を経て、1949年8月に名古屋女子医科大学（翌年の学制改革で名古屋市立大学医学部）教授となり、1952年9月に熊本大学医学部教授就任。1958年の第28回日本衛生学会で会長を務める。水俣病研究の功績により熊本大学医学部研究班として1968年に西日本文化賞を受賞。熊本大学医学部教授を1971年3月に定年退官し、名誉教授。熊本大学退官後は尚絅短期大学教授も務めた。

## 水俣病研究
1956年、熊本大学医学部水俣病医学研究班に加わり、喜田村正次と疫学調査を担当する。1960年10月、新日本窒素肥料（現・チッソ）水俣工場アセトアルデヒド酢酸設備内の水銀スラッジを採取し、1962年8月､アセトアルデヒド酢酸工場の水銀滓と水俣湾のアサリから塩化メチル水銀を抽出と論文で発表。
1963年2月16日、熊本大学研究班の報告会で「新日窒水俣工場アセトアルデヒド酢酸設備内の水銀スラッジから有機水銀塩を検出した」と発表した。同年2月20日、熊本大学研究班は入鹿山の研究結果を公式に発表した。
1964年1月、白木博次東京大学医学部教授が、入鹿山らの研究結果を論拠に、水俣病の原因がメチル水銀であることを確定する論文を発表、これが1968年9月の厚生省による水俣病とメチル水銀化合物との因果関係の公式認定に繋がることとなった。